# 小林公
小林 公（こばやし いさお、1945年10月14日 - ）は、日本の法学者。専門は法哲学。立教大学名誉教授。神奈川県出身。

## 経歴
略歴は以下の通り。
- 1968年 - 東京大学法学部卒業
- 1968年 - 東京大学法学部助手
- 1971年 - 立教大学法学部法学科専任講師
- 1974年 - 立教大学法学部法学科助教授
- 1982年 - 立教大学法学部法学科教授
- 1988年 - 立教大学法学部国際・比較法学科教授
- 1988年 - 立教大学法学部国際ビジネス法学科教授（改組による）
- 2011年 - 立教大学定年退職

## 著書
- 『合理的選択と契約』（弘文堂，1991年）
- 『法哲学』（木鐸社，2009年）
- 『ウィリアム・オッカム研究：政治思想と神学思想』（勁草書房, 2015年）

## 翻訳
- ジャック・グデ 『救済の帝国―ダンテと政治』（木鐸社〈思想史ライブラリー〉，1976年）
- ロナルド・ドウォーキン 『権利論』（木下毅・野坂泰司共訳、木鐸社（1・2），第1巻:1986年、第2巻:2001年）
- H・L・A・ハート 『権利・功利・自由』（森村進共訳、木鐸社，1987年）
- エルンスト・カントロヴィチ 『王の二つの身体―中世政治神学研究』（平凡社，1992年／ちくま学芸文庫 上・下，2003年）
- ロナルド・ドウォーキン 『法の帝国』（未來社，1995年）
- デイヴィド・ゴティエ 『合意による道徳』（木鐸社, 1999年）
- ロナルド・ドウォーキン 『平等とは何か』（木鐸社, 2002年）
- エルンスト・カントロヴィチ 『皇帝フリードリヒ二世』（中央公論新社, 2011年）
- ダンテ・アリギエーリ 『帝政論』（中公文庫, 2018年）